# Грязный Ключ
Грязный Ключ — упразднённая деревня в Цильнинском районе Ульяновской области России. На момент упразднения входила в состав Карабаевского сельского поселения.

## География
Деревня находилась на левом берегу реки Грязный ключ (приток реки Бирюч), в 3,5 км к юго-западу от села Карабаевка и в 23 км к юго-западу от районного центра.

## История
В 1913 в русской деревне Грязный Ключ было 42 двора. Находилась в приходе Владимирской церкви села Старое Никулино. Деревня входила в состав Симбирского уезда Симбирской губернии.
Исключена из учётных данных в 2002 году постановлением заксобрания Ульяновской области от 10.12.2002 г. № 066-ЗО

## Население
В 1913 году в деревне проживал 261 человек. С 1989 году в деревне отсутствовало постоянное население.